# Airai (plaats)
Airai, ook Ordomel of Irrai, is de hoofdplaats van de gelijknamige staat van Palau. Met 920 inwoners (2004) is Airai na de voormalige hoofdstad Koror en het nabijgelegen Meyuns de derde stad van het land. 
De plaats ligt aan de zuidkust van het hoofdeiland Babeldaob, vlak bij de Internationale Luchthaven Roman Tmetuchl en de brug die het eiland met Koror verbindt. Voor de kust ligt een koraalrif dat van een verder rif wordt gescheiden door Arangel Channel.
De Amerikaanse ambassade, voltooid in 2008, bevindt zich in Airai.

## Bezienswaardigheden
- De bai (traditioneel huis) uit 1890
- Het ontmoetingshuis Bai ra Mlengl uit 1983 en de kade in de nabijheid, vanwaar men een mooi panorama heeft
- Het Japanse communicatiecentrum werd door de Amerikanen vernield in 1944; naast de ruïne staan nog een Japanse tank en wat luchtafweergeschut.
- Metuker ra Bisech is een oude groeve voor rai, enorme stenen die op het Micronische eiland Yap als munteenheid werden gebruikt. De groeve bevindt zich boven op een heuvel en is per trap bereikbaar.

Airai · Ngchesechang · Ngeruluobel · Ngerusar · Ngetkib · Oikuul
Airai · Dongosaro · Hatohobei · Imeong · Kayangel · Kloulklubed · Koror · Melekeok · Mengellang · Mongami · Ngaramasch · Ngatpang Village · Ngchesar Hamlet · Ngercheluuk · Ulimang · Urdmang